# トレバー・ホロウェイ
トレバー・ホロウェイ（英語: Trevor Holloway OAM、簡体字中国語: 郝龙威）は、オーストラリアの商務担当外交官。クイーンズランド大学、慶応義塾大学出身。外務貿易省入省後、キャンベラでの本省勤務や北京、東京での在外勤務を経て、2020年末よりオーストラリア貿易投資促進庁（Austrade）上席通商担当官兼在大阪オーストラリア総領事を務めている。

## 経歴
- 1990年 - 1992年: 神奈川県川崎市で外国語青年招致事業（JETプログラム）国際交流員[3]
- 1992年 - 1993年: 慶応義塾大学交換留学[4]
- 1995年 - 1996年: アイ・エス・エス・インスティテュート（ISSインスティテュート）修学[4]
- 2002年 - 2007年: 在中華人民共和国大使館で在外勤務[3]
  - 2002年: 南京大学語学研修[4]
  - 2002年 - 2003年: 北京師範大学語学研修[4]
- 2007年: 外務貿易省（英語版）中国経済貿易課長[3][4]
- 2009年 - 2013年: 在中華人民共和国大使館で経済担当参事官[3][4]
- 2014年 - 2015年: 外務貿易省日本課長、政治・戦略・経済問題を含む日豪関係全分野の責任者[3][4]
- 2016年 - 2020年: 駐日大使館で資源産業部長、資源・エネルギー・イノベーション・宇宙開発等の日豪関係を担当[3][4]
- 2020年: オーストラリア貿易投資促進庁（Austrade）に入庁[2][4]
- 2020年11月[4] - （現職）: 在大阪オーストラリア総領事館で上席通商担当官[3]
- 2020年12月[4] - （現職）: 在大阪オーストラリア総領事、上席通商担当官と兼任[3]

## 賞罰
- 2013年: オーストラリア勲章（英語版）メダル（OAM）受賞